# Belkins
Agenție de achiziții Belkins care oferă servicii de generare de clienți potențiali și de stabilire a numirilor.
Compania are sediul în Dover, Delaware, SUA și are birouri în Kiev, Ucraina și Varșovia, Polonia.

## Prezentare generală
Belkins a fost fondată în 2017 de Vladyslav Podolyako și Michael Maximoff. Fondatorii companiei au lucrat anterior împreună într-o companie de produse în calitate de șef de cercetare și executiv de vânzări.
Belkins a fost desemnată printre primele firme de publicitate și marketing și Topul companiilor B2B Global în categoria Agenții de marketing prin e-mail de Clutch în 2019.
În 2020, compania a dezvoltat Folderly, un produs software care ajută la prevenirea ca e-mailurile să ajungă în spam. Belkins investește 1% din venitul său din Folderly în Programul de contribuție la climă. În același an, agenția a fost numită Top 1000 Furnizori de servicii Global și Top IT & Business Service în categoria Call Centers de Clutch.
În 2021, Belkins, împreună cu compania de investiții InSoft Partners, au cumpărat un pachet de 25% din compania IT Cloudfresh. În 2021, Belkins a fost recunoscut ca un High Performer în Europa de către platforma de revizuire G2. În același an, Clutch a inclus Belkins în clasamentul Top Voice Services în două categorii - Lead Generation, Outbound call center și a primit Web Excellence Awards.
În 2022, Belkins a lansat un serviciu de scriere a secvențelor de e-mail, Wordstir. În 2022, agenția a câștigat Premiul Silver Stevie pentru Marii Angajatori 2022. În același an, Clutch a clasat Belkins în fruntea industriei Global Business Services, Top global B2B Sales Outsourcing Provider, Evaluări de top B2B ale companiilor generatoare de clienți potențiali. Manifestul a numit Belkins drept cea mai apreciată companie de pe Clutch dintre TOP 100 de companii de externalizare a proceselor de afaceri (BPO) în 2022. Belkins a fost numită Inc.' s 2022 Best in Business List in Marketing.
Compania oferă servicii clienților din peste 50 de industrii din întreaga lume.